# Шалости

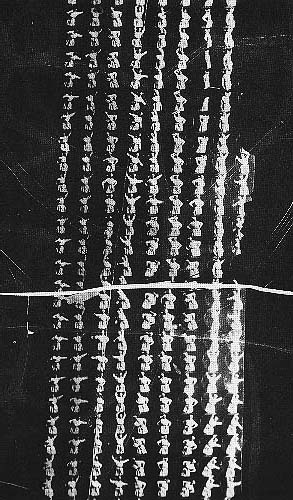
Кадры фильма

«Шалости» (англ. Monkeyshines, 1890) — немой короткометражный фильм режиссёров Уильяма Диксона и Уильяма Хейза, а также первый фильм, снятый в США.

## Сюжет
Человек в белой одежде стоит на месте и жестикулирует.

## В ролях танцовщиков
- Джон Отт
- Дж. Сакко Альбанезе[2]

## История создания
Киноролик создан в лаборатории Эдисона по технологии, разработанной Уильямом Диксоном и Уильямом Хейзом во время опытов по созданию «Кинетографа». Полученный фильм фактически стал первым в США. Учёные расходятся во мнениях о том, когда был создан этот фильм и кто снялся в главной роли. Существуют две версии:
1. Фильм снят в 1889 году. В главной роли снялся Джон Отт.
2. Фильм снят 21-27 ноября 1890 года. В главной роли снялся Джузеппе Сакко Альбанезе.

Оба «актёра» — работники лаборатории в компании Эдисона. В архивах существуют противоречивые доказательства, подтверждающие как первую, так и вторую версию.
Фильм не был предназначен для продажи и получения коммерческой выгоды, а был создан для испытания изобретения.

## Сиквелы

### Шалости № 2
Шалости № 2 (Monkeyshines, No. 2) — фильм-продолжение эксперимента Диксона. Снят с новой системой цилиндров для кинетоскопа.
Фильм длится 28 секунд. На экране также можно увидеть человека в белой одежде.
Снят также в конце 1890 года.

### Шалости № 3
Шалости № 3 (Monkeyshines, No. 3) является завершающим в «трилогии» экспериментов Диксона над новой системой цилиндров для кинетоскопа.
Monkeyshines No. 3 длится чуть менее 15 секунд.
Дата съёмки и содержание фильма — примерно те же, что и в предыдущих «Шалостях».
До сих пор не найден.